# NGC 360
NGC 360 est une vaste galaxie spirale vue par la tranche et située dans la constellation du Toucan. NGC 360 a été découverte par l'astronome britannique John Herschel en 1834.

## Caractéristiques
Sa vitesse par rapport au fond diffus cosmologique est de 2 213 ± 10 km/s, ce qui correspond à une distance de Hubble de 32,6 ± 2,3 Mpc (∼106 millions d'al).
À ce jour, 22 mesures non basées sur le décalage vers le rouge (redshift) donnent une distance de 31,127 ± 4,970 Mpc (∼102 millions d'al), ce qui est à l'intérieur des valeurs de la distance de Hubble.
La classe de luminosité de NGC 360 est II-III et elle présente une large raie HI.